# Elsa Lystad
Elsa Lystad, född 9 juli 1930 i Oslo, död 26 december 2023, var en norsk skådespelare.
Lystad debuterade 1956 som Laura i Bør Børson på Falkbergets Teater. Åren 1958–1964 var hon vid Det norske teatret och därefter vid Chat Noir och Fjernsynsteatret. Mellan 1973 och 1976 var hon engagerad vid Oslo Nye Teater, 1976–1980 vid Den Nationale Scene och därefter frilans med engagemang vid Nationaltheatret, Riksteatret, Chat Noir, ABC-teatret og Hålogaland Teater.
Hon fick sitt genombrott 1965 med revyn Jeg elsker deg som spelades på Lysthuset. Under 1960-talet blev hon känd för sitt samarbete med Rolv Wesenlund, både på scen och i TV. År 1984 gjorde hon föreställningen Drømmen om Elin tillsammans med Dag Frøland och Tramteatret. Som karaktärsskådespelare har hon gjort stycken av Ionesco, titelrollen i Sigrid Undsets Selma Brøter, Martha i Vem är rädd för Virginia Woolf? och Kathinka Stordahl i Kranes konditori. I hennes klassiska repertoar återfinns rollen som fru Stockman i En folkefiende och Nille i Jeppe på berget. Därutöver har hon gjort musikaler som To muntre herrer fra Verona, Annie, Oliver och Annie 2.
Hon har medverkat i ett 60-tal film- och TV-produktioner och debuterade 1958 i Edith Carlmars Lån meg din kone.
År 1986 utgav hon självbiografin Hva er det med meg?.

## Filmografi (urval)
- 1958 – Lån meg din kone
- 1967 – Liv
- 1968 – Mannen som inte kunde le
- 1988 – Sweetwater
- 1990–1993 – Fredrikssons fabrik (TV-serie)
- 1991 – Frida – med hjärtat mitt i handen